# Ethel Levey
Pour les articles homonymes, voir Levey.
Ethel Levey née Grace Ethelia Fowler (22 novembre 1880 - 27 février 1955), est une actrice, danseuse et chanteuse américaine de comédie musicale et de vaudeville, spécialiste du ragtime. Elle se produit des deux côtés de l'Atlantique. 

## Jeunesse
Ethel Levey est née Grace Ethelia Fowler le 22 novembre 1880 à San Francisco. Elle est la fille de David Fowler et Mattie McGee. Son beau-père est Solomon Levy; elle utilise une autre orthographe de son nom de famille comme nom de scène.  Elle apparait dans des pièces de théâtre amateur lorsqu'elle est enfant et, à l'âge de huit ans, elle est reconnue comme une pianiste et a une élocution accomplie.

## Carrière

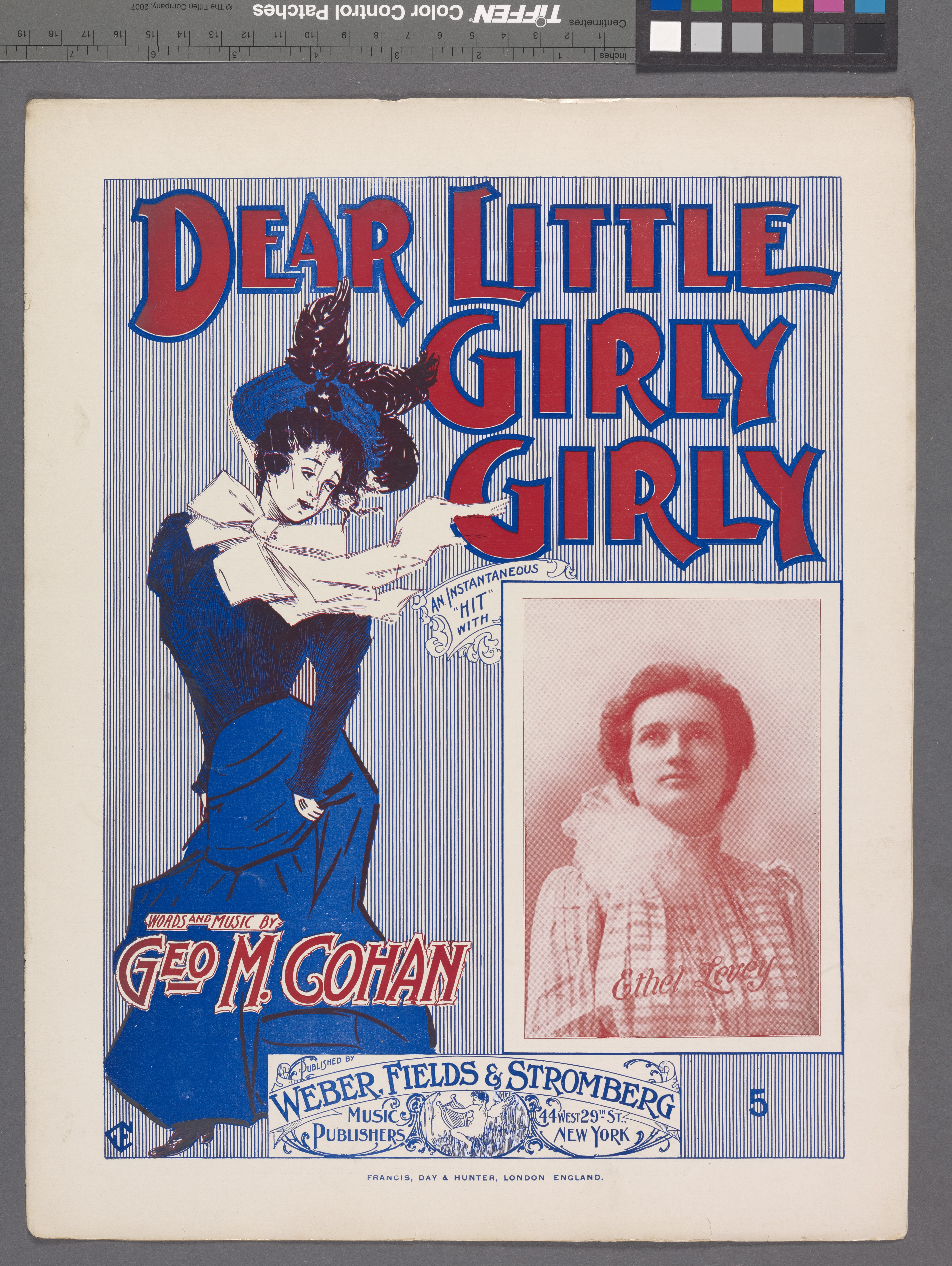
Dear Little Girly, Girly partition avec une photo d'Ethel Levey

Ethel Levey fait ses débuts professionnels à San Francisco, dans A Milk White Flag de Charles Hale Hoyt,  en chantant du coon song,  en décembre 1897. Elle apparait régulièrement dans des vaudeville à New York et en tournée.  
En 1898, Ethel Levey rencontre George M. Cohan et ils se marient l'année suivante. Pendant les sept années qui suivent, Ethel Levey joue dans toutes les productions de Cohan, dans The Governor's Son (1901 et 1906), Running for Office (1903), Little Johnny Jones (1904) et George Washington Jr. (1906). Après leur divorce, Ethel Levey retourne au vaudeville, avec un premier engagement à l'opéra de Harlem. 
Ses apparitions à Broadway comprennent des rôles dans Nearly a Hero (1908), Watch Your Step (1914), Go Easy, Mabel (1922), Sunny River (1941) et Marinka (1945). En 1911, elle joue le rôle de Gaby Deslys dans la revue satirique Gaby au Folies-Bergère de New York,.  
Elle est demandée des deux côtés de l'Atlantique. 
En 1908, elle joue dans la revue Après de Sacha Guitry au théâtre Michel à Paris,; dans la revue A ballons rompus de Jean Bernac au théâtre Michel en 1909, dans la revue Paris-Singeries de Max Dearly et Maurice Millot à l'Olympia, la même année. En 1910, elle est dans La Grande Revue de Lucien Boyer et Maurice Millot à l'Olympia,. En 1912, elle joue dans La Petite Dernière, revue de Robert Dieudonné à la Comédie-Royale,,. En 1920, elle passe à l'Alhambra à Paris.
En 1909, Ethel Levey se produit à l'Alhambra Theatre à Londres, et y retourne en 1912 pour apparaître dans Hullo, Ragtime ! . Les plus grands succès d'Ethel Levey sont à Londres, avec des shows telles que Hullo Ragtime ! (1913),, Hullo Tango (1913), Look Who's Here ! (1916), Follow the Crowd (1916), Three Cheers (1917), Oh! Julie (1920) et Blue Kitten (1925),,.
Irving Berlin a rappelé son interprétation plus lente d'Alexander's Ragtime Band : « Je me souviens à quel point j'étais contrarié par son interprétation. Le public, bien sûr, n'était pas d'accord avec moi. C'était une émeute».
Elle apparaît dans le film High Stakes (1931) et dans une courte comédie,  Tattle Television en 1940.
Ethel Levey continue à apparaître sur scène jusque dans les années cinquante.

## Vie privée

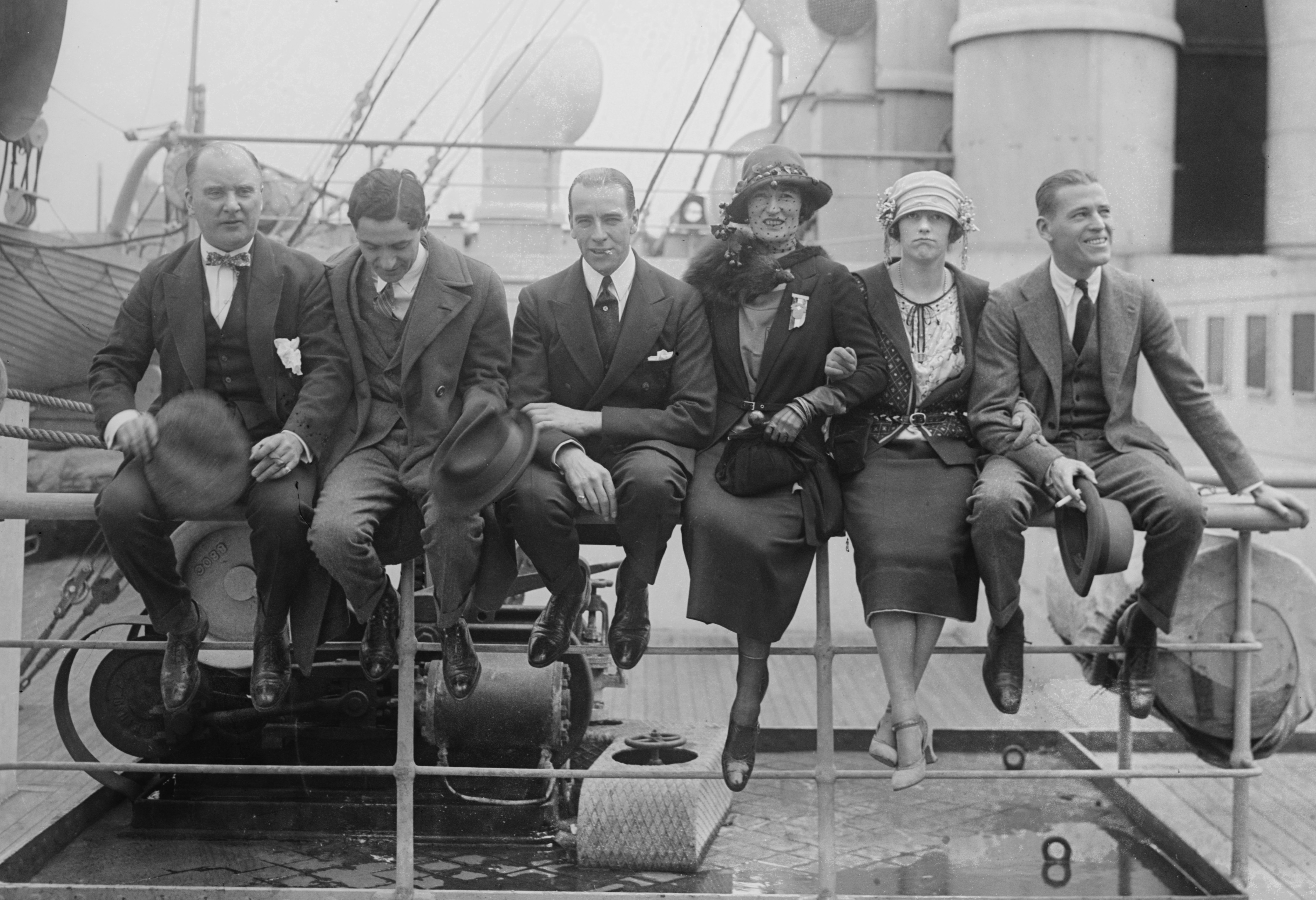
Arnold Daly, Irving Berlin, Grahame-White, Levey, sa fille Georgette et le mari de Georgette, 1921

Ethel Levey épouse George M. Cohan en 1899, à Atlantic City, New Jersey. Ils ont une fille, Georgette (1900-1988), avant de se séparer en 1906 et de divorcer en 1907. 
Selon la rumeur, elle aurait été fiancée à l'acteur Robert Edeson en 1907,,.  Il y a une autre rumeur selon laquelle Levey aurait épousé un cavalier français, Pierre Crespina, en 1910, ou aussi Florenz Ziegfeld.
Ethel Levey et sa fille vivent à Paris avant la Première Guerre mondiale,. 
Ethel Levey se remarie avec l'aviateur anglais Claude Grahame-White, à Londres le 21 décembre 1916,,,,. Avec Grahame-White, elle survole la France en temps de guerre et fait régulièrement la navette par avion entre Paris et Londres. Grahame-White n'aime pas qu'elle continue sa carrière sur scène ; le couple divorce en 1939,.
En 1942, elle poursuit en vain Warner Bros. pour atteinte à la vie privée à propos de Yankee Doodle Dandy, une biographie cinématographique de George M. Cohan, où sa vie est hautement romancée.
Levey est décédé en 1955, à l'âge de 74 ans, à New York.

## Hommage
Jamie Donnelly (en) joue le rôle d'Ethel Levey dans la comédie musicale George M! (en) donnée à Broadway en 1968.